# Alexander VII.

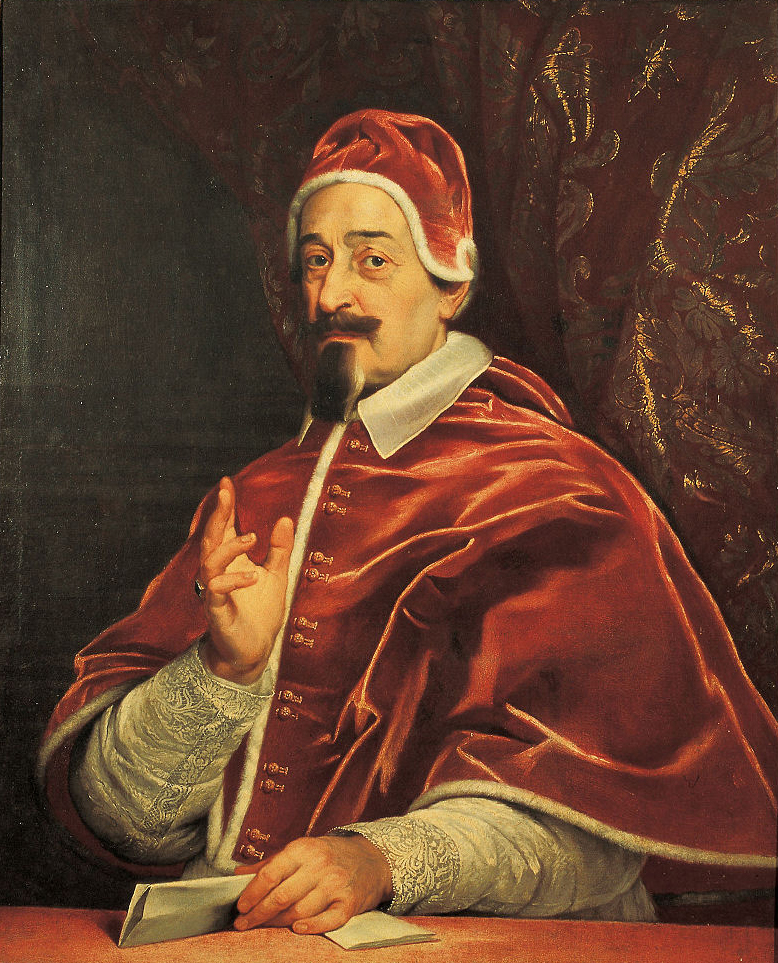
Alexander VII.

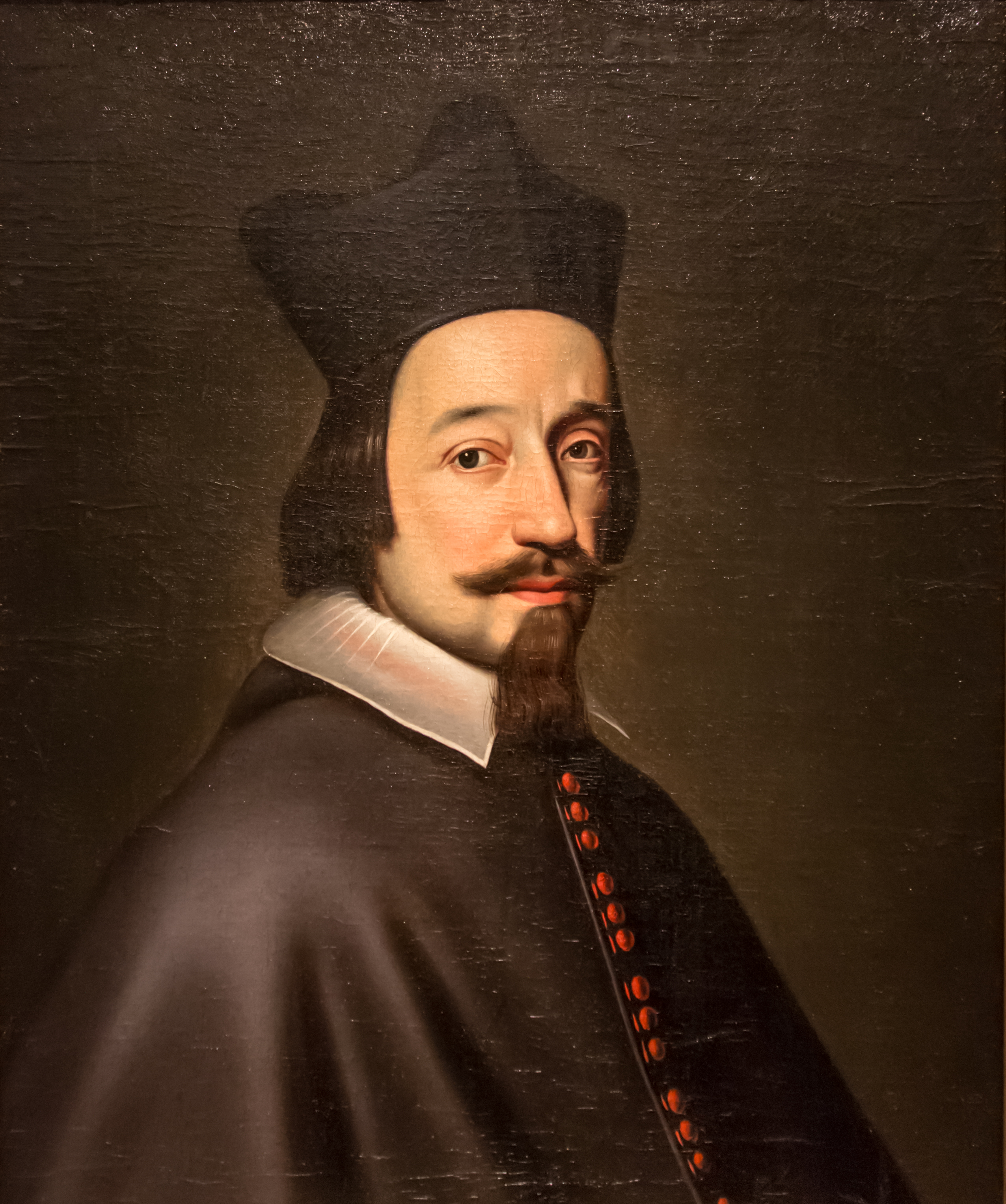
Fabio Chigi als Bischof bei den Friedensverhandlungen in Münster, gemalt von Anselm van Hulle um 1646

Alexander VII. (eigentlich Fabio Chigi; * 13. Februar 1599 in Siena; † 22. Mai 1667 in Rom) war von 1655 bis 1667 Papst der katholischen Kirche. In seinem Auftrag entstanden zahlreiche das Bild des barocken Roms prägende Gebäude.

## Leben
Fabio Chigi war der Sohn des Bankiers Flavio Chigi (1548–1611) aus Siena, der einer Familie des dortigen Stadtadels angehörte, deren eine Linie mit dem bedeutenden Bankier Agostino Chigi (1466–1520) unter Papst Julius II. zur Dominanz im Finanzwesen des Kirchenstaates gelangt war. Aus dem in Siena verbliebenen Familienzweig stammte Flavio Chigi, der in den dortigen Zweig der Familie von Papst Paul V. Borghese einheiratete. Sein Sohn Fabio, Großneffe dieses Papstes, studierte Philosophie und Theologie in Siena und trat nach seinem Studium im Jahr 1628 in die Dienste von Papst Urban VIII. ein.
1627 wurde er Vizelegat in Ferrara und danach 1635 Inquisitor in Malta. Nach der Berufung zum Bischof von Nardò im südlichsten Teil von Apulien ernannte ihn Urban VIII. 1639 zum päpstlichen Nuntius in Köln. Als außerordentlicher Gesandter von Papst Innozenz X. hielt sich Fabio Chigi von 1644 bis 1649 in Münster auf, wo er an den Verhandlungen zum Westfälischen Frieden teilnahm. Sein Versuch, als Mediator vermittelnd zwischen den beiden Hauptparteien, Habsburg-Spanien und Frankreich-Schweden, zu wirken, scheiterte jedoch an der unnachgiebigen Haltung des Papstes, der jegliche Kompromisse zum Nachteil der katholischen Kirche ablehnte. Daher protestierte Chigi am Ende gegen die unterzeichnete Ausführung des Friedensvertrags, worauf der Papst diesen Vertrag in dem Breve Zelo domus Dei vom 26. November 1648 verurteilte.
Am 8. Oktober 1651 weihte Chigi den Kölner Kurfürsten Maximilian Heinrich von Bayern in der damaligen Hauptpfarrkirche von Bonn, der Remigiuskirche (nicht zu verwechseln mit der heutigen Remigiuskirche), zum Bischof. Es war eine seiner letzten Amtshandlungen im Rheinland, bevor er zurück nach Rom ging. In dieser Kirche wurde viele Jahre später, am 17. Dezember 1770, Ludwig van Beethoven getauft.
Am 19. Februar 1652 wurde Chigi von Innozenz X. zum Kardinal mit der Titelkirche Santa Maria del Popolo kreiert, in der sich seit der Zeit des Bankiers Agostino die prächtig ausgestattete Familienkapelle der Chigi befindet. Kurz darauf wurde er in Rom mit dem Amt des Kardinalstaatssekretärs betraut. Auf sein Bestreben hin verdammte Innozenz X. am 1. Juni 1653 fünf Sätze aus dem Augustinus von Cornelius Jansen als häretisch.
Er starb 1667 im Alter von 68 Jahren.

## Papstwahl
Nach dem Tode des Papstes brauchte das Wählergremium der Kardinäle im Konklave 80 Tage, um nach langwierigem Streit der in ihm vertretenen Parteien ein neues Oberhaupt der katholischen Kirche zu bestimmen. Am 7. April 1655 wählten 63 der anwesenden 64 Kardinäle Fabio Chigi zum neuen Papst (er selbst gab seine Stimme einem anderen) und damit zum ersten Mal von insgesamt drei Fällen einen bisherigen Staatssekretär. Seinen Papstnamen Alexander VII. wählte er in Erinnerung an den bedeutenden, ebenfalls aus Siena stammenden mittelalterlichen Vorgänger Alexander III., den langjährigen Gegner von Kaiser Friedrich I. Barbarossa im Kampf um die politische Vormachtstellung in Ober- und Mittelitalien zwischen 1160 und 1183.

## Nepotismus

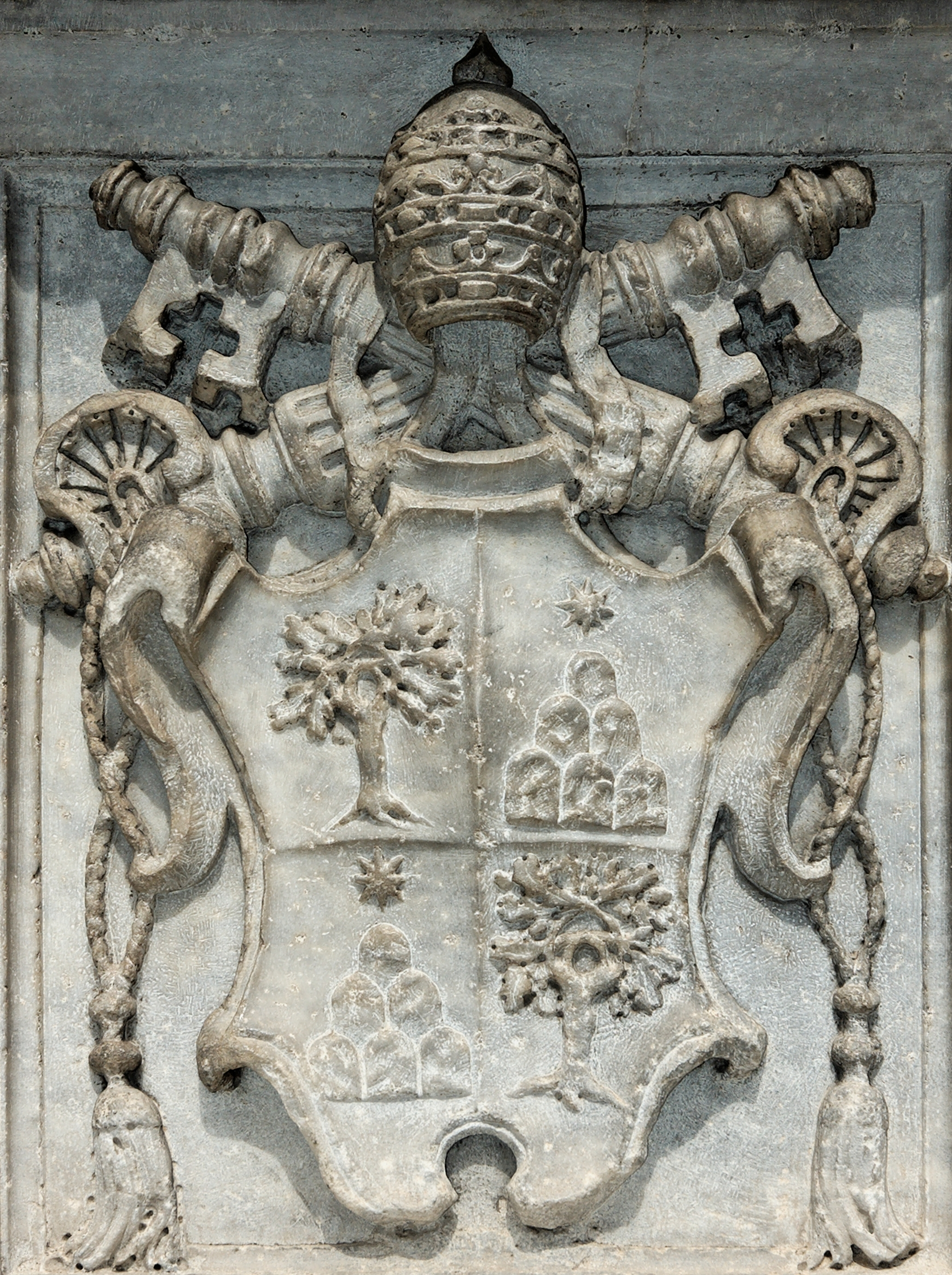
Papstwappen Alexanders VII. am Sockel des Obelisco della Minerva

Ursprünglich galt Alexander VII. als Gegner des Nepotismus und enthielt sich eine Zeitlang einer Bevorzugung der eigenen Verwandten im Kirchenstaat. Im Jahre 1656 aber berief er, mit Zustimmung des Kardinalskollegiums, seinen Bruder Mario und seine Neffen Agostino, Flavio und Sigismondo nach Rom.
Flavio Chigi (1631–1693) wurde 1657 zum Kardinal ernannt und trat in die Funktion des päpstlichen Kardinalnepoten ein, der die Familiengeschäfte im Kirchenstaat zu führen hatte. Mit Geldern aus der päpstlichen Schatulle kaufte er zwischen 1659 und 1662 die nördlich von Rom gelegenen Orte Campagnano di Roma, Cesano, Formello und Sacrofano von den stark verschuldeten Herzögen von Bracciano aus der Familie Orsini, woraufhin der Papst dieses Gebiet zum Fürstentum Campagnano erhob. Kardinal Flavio ließ außerdem den heute als Palazzo Odescalchi bekannten Palast an der Piazza SS. Apostoli von Gian Lorenzo Bernini erbauen und brachte in ihm seine umfängliche Antikensammlung unter, die im Jahre 1728 an August den Starken, König von Polen und Kurfürst von Sachsen, verkauft wurde und heute den Hauptteil der Skulpturensammlung des Zwingers in Dresden bildet.
Sigismondo Chigi (1649–1678), Vetter des Kardinals Flavio, wurde 1667 in jungem Alter noch kurz vor dem Tode des Papstes ebenfalls mit dem Kardinalspurpur ausgestattet. Er war zwischen 1673 und 1676 als Legat in Ferrara tätig, konnte aber wegen seines frühen Todes keine politische Wirkung entfalten.
Agostino Chigi (1634–1705) erhielt als weltlicher Nepot, der die bis heute existierende Fürstenfamilie Chigi begründete, das Fürstentum Campagnano und auf Grund seiner Heirat mit Maria Virginia Borghese 1658 auch das Fürstentum Farnese westlich des Bolsenasees sowie das Fürstentum Albano (heute Albano Laziale) und das Herzogtum Ariccia am Albaner See südöstlich von Rom übertragen. Außerdem kaufte er von der Familie Aldobrandini deren Palast an der Piazza Colonna in Rom, den heutigen Palazzo Chigi, der seit 1961 Amtssitz des italienischen Ministerpräsidenten ist.

## Politik
Die Staatsgeschäfte überließ Alexander VII. weitgehend seinem Kardinalstaatssekretär Giulio Kardinal Rospigliosi, dem späteren Papst Clemens IX., sowie den päpstlichen Kongregationen.

### Jansenismus

Altersporträt von Giovanni Battista Gaulli

Persönlich griff er in die langwierigen Kontroversen um den Jansenismus in Frankreich ein und wiederholte 1656 mit der Konstitution Ad sacram beati Petri sedem die Verurteilung, die sein Vorgänger über die Jansenisten ausgesprochen hatte; wenig später setzte er ein diese verteidigendes und die Jesuiten angreifendes Buch Blaise Pascals auf den Index verbotener Bücher. In der Konstitution Regiminis apostolici (1664) veröffentlichte er eine Formel gegen jansenistische Lehrsätze, die alle Geistlichen und Ordensleute unterzeichnen sollten.

### Konflikt mit Frankreich
Nach einem Zwischenfall 1662, bei dem Angehörige der päpstlichen Schweizergarde mit dem Gefolge des neu ernannten französischen Botschafters, Charles III. Herzog von Créqui, aneinandergerieten und dabei einige Leute des Botschafters getötet worden waren, entspann sich ein tiefer Konflikt mit König Ludwig XIV. Dieser verwies daraufhin den päpstlichen Nuntius des Landes und ließ die südfranzösische Exklave des Kirchenstaates, die Stadt Avignon und die Grafschaft Venaissin, von Truppen besetzen.

### Innenpolitik
In die Regierungszeit Alexanders VII. fällt die Pestepidemie von 1656/1657, der ein Teil der Bevölkerung zum Opfer fiel, und der Alexander mit rigorosen Maßnahmen begegnete. Der Papst ernannte den späteren Kardinal Girolamo Gastaldi (1616–1685), damals Commissario generale dei Lazzaretti zum Commissario generale di Sanità, der für die Durchführung der Maßnahmen verantwortlich war. Nur acht der römischen Stadttore blieben geöffnet, wurden aber streng bewacht, der Zugang in die Stadt scharf kontrolliert oder verweigert. Personen, die zugelassen wurden, mussten sich desinfizieren lassen, und er ließ Lazarette und Quarantäneräume einrichten. Besonders betroffen war das dicht besiedelte römische Ghetto, in dem 800 Personen von insgesamt 4100 Bewohnern an der Pest starben. Das Ghetto wurde abgeriegelt, die Bewohner durften die Häuser nicht verlassen, die Synagogen nicht besuchen. Zuwiderhandlungen wurden drakonisch bestraft. Der Commissario ließ im Ghetto ein Lazarett einrichten und organisierte mit Personen der jüdischen Selbstverwaltung die Versorgung der Bewohner mit Lebensmitteln. Die Maßnahmen waren erfolgreich, und im Vergleich zu anderen Kommunen Italiens hatte Rom deutlich weniger Seuchenopfer zu beklagen.

## Künstlerisches Wirken
Alexander VII. war ein großer Freund der Kunst und Wissenschaften. Er betätigte sich als Dichter und unterstützte die Wissenschaftler Athanasius Kircher und Lukas Holste (lat.: Holstenius). Die persönliche Bibliothek des Papstes, die als Sammlungsschwerpunkt Werke der sienesischen Päpste Pius II. und Pius III. enthielt und ständig durch Zukäufe überall in Europa erweitert wurde, ist als Biblioteca Chigiana seit 1923 ein Teil der Biblioteca Apostolica Vaticana. Ein enger Bekannter des Papstes war der spätere Paderborner und Münsteraner Fürstbischof Ferdinand von Fürstenberg, den Alexander von 1652 bis 1661 in Rom protegierte.
Während seines Aufenthalts in Münster 1644 bis 1649 als päpstlicher Gesandter schilderte er seine Eindrücke über Münster und Lüdinghausen, die Münsteraner und ihre Eigenarten in zahlreichen satirischen bis bissigen, jedoch stets wohlwollenden Gedichten an seinen Freundes- und Bekanntenkreis in Italien. Diese in lateinischer Sprache verfassten Schilderungen aus nahezu allen Lebensbereichen geben wertvolle Einblicke in die Zeit, abseits der üblichen zeitgenössischen Schriftquellen. So schildert er beispielsweise Münster als Hauptstadt des Regens:
De Pluviis Monasterii Urbis

Nimborum patriam quod te Mimigarda vocavi,

Westphalicae telluris honos (iniuria verbo

Absit) parce precor. Iam sextus volvitur annus,

Expertus loquor, assiduo quod te imbre madentem

[…]
Der münsterische Regen

Heimat des Regens! So möchte ich dich, Mimigarda, benennen!

Dich, die Krone westfälischen Landes, ich bitte, verzeih mir;

Denn ich will dich nicht schmähen. Sechs Jahre sind ’s nun, daß ich hier bin,

Aber ich sah dich nicht anders als triefend von ständigem Regen.

[…]
Der von vielen Päpsten betriebenen Baupolitik in Rom folgte auch Alexander VII. Der auf dem Vorplatz der Kirche Santa Maria sopra Minerva aufgestellte Elefant Berninis ist ein kleines Zeugnis dieser Tätigkeit, die nahebei auch dem Vorplatz des Pantheons galt. Berninis Kolonnaden um den Petersplatz sind bis heute ein machtvolles Dokument der Baupolitik dieses Papstes, der damit auch eine in die Zukunft weisende Machtdemonstration des Papsttums zu initiieren suchte. Auch der Bau der heutigen Cathedra Petri im Petersdom fällt in seine Regierungszeit.

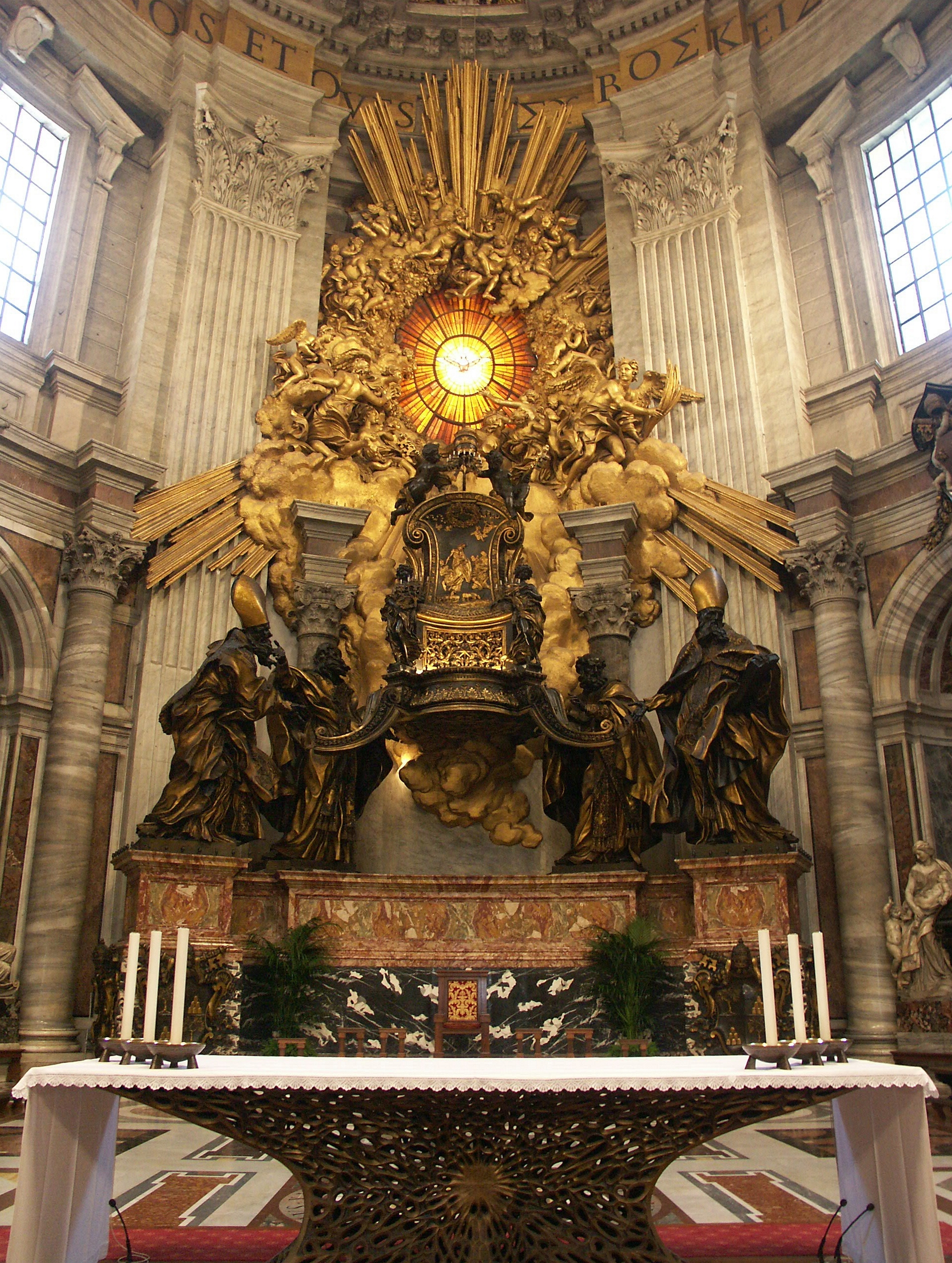
Cathedra Petri von Bernini
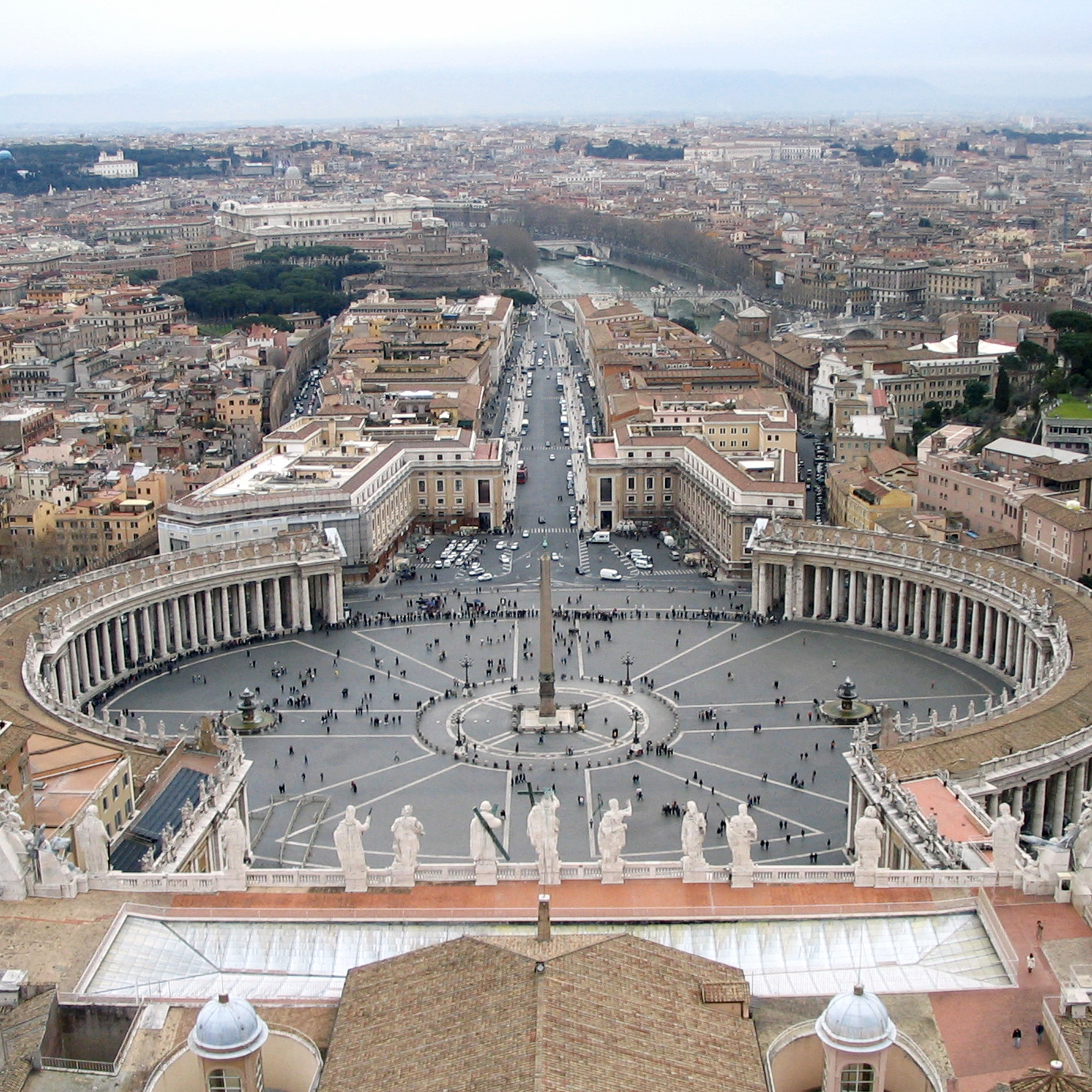
Kolonnaden um den Petersplatz
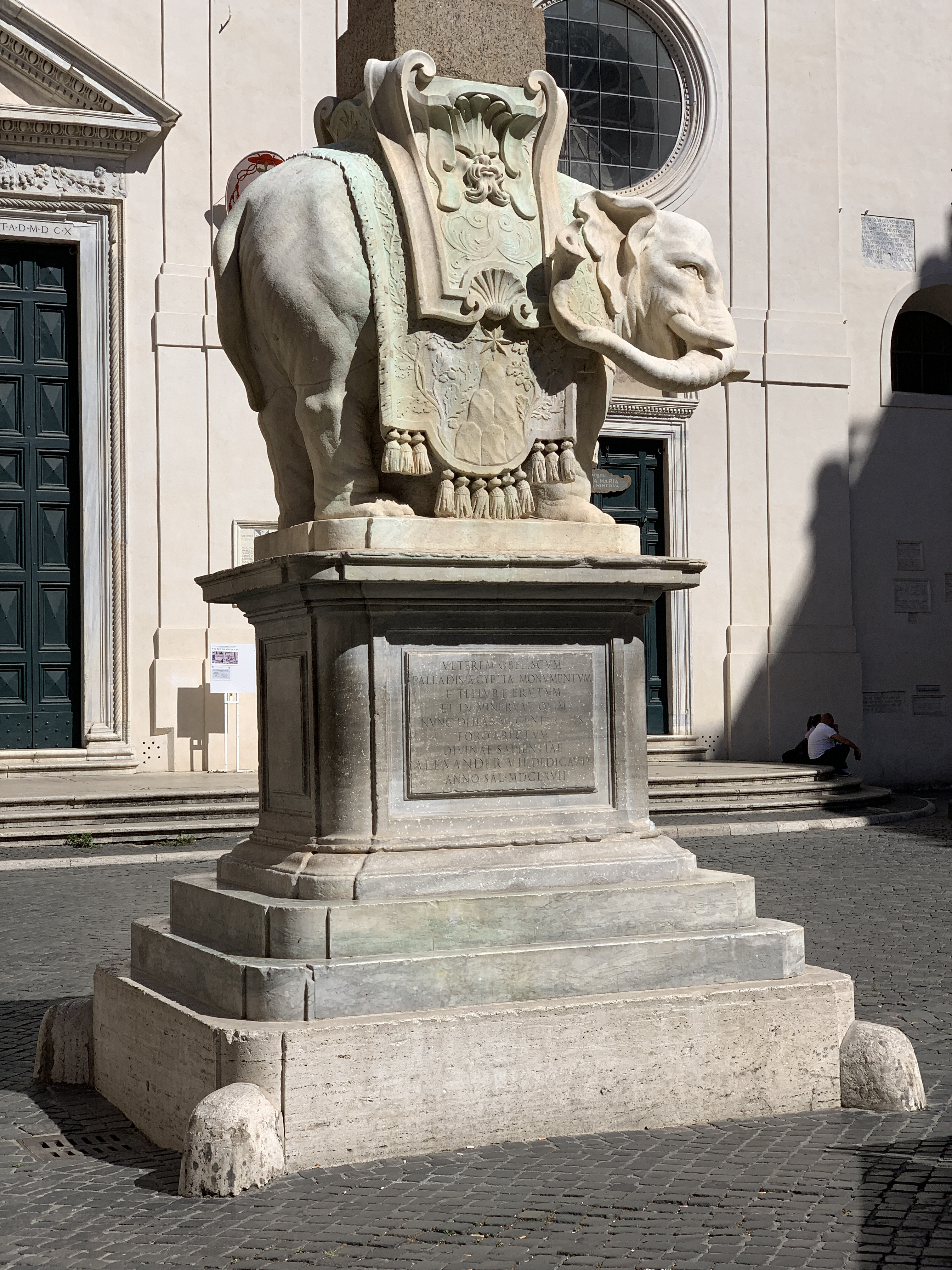
Elefant Berninis
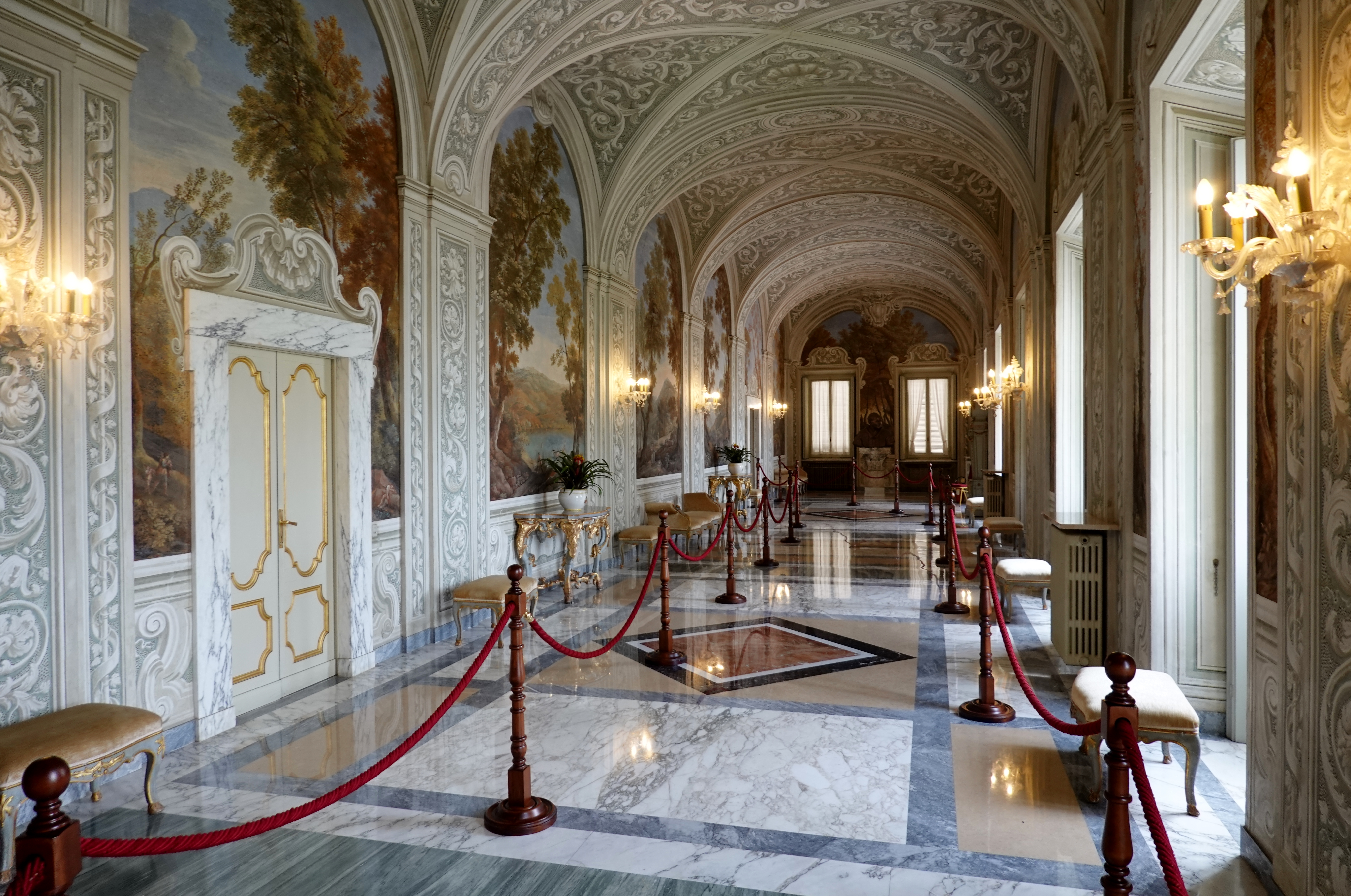
Galerie Alexanders VII. in Castel Gandolfo

## Nachwirken

Grabmal Alexanders VII. im Petersdom

Der diplomatische Konflikt mit Frankreich des Jahres 1662, den der Friede von Pisa 1664 beendete, zeigte die Schranken der Päpste auf, seitdem verloren sie zunehmend an politischer Bedeutung. Ein großer Erfolg war ihm dagegen schon zu Beginn des Pontifikates beschieden, der Übertritt der zuvor abgedankten Königin Christina von Schweden zum katholischen Glauben, der am 2. November 1655 in Innsbruck offiziell vollzogen wurde. Die ehemalige Herrscherin des protestantischen Hauptgegners im Dreißigjährigen Krieg (1618–1648) wurde am 23. Dezember desselben Jahres prunkvoll in Rom empfangen. Nach deren Tode 1689 gelangten Teile des Nachlasses in päpstlichen Besitz.
Alexander VII. wurde in einem von Gian Lorenzo Bernini entworfenen Grabmal im Petersdom beigesetzt. Es zeigt in einer von zwei korinthischen Säulen getragenen Bogennische mit dem Papstwappen den über einer Tür in Bethaltung knienden Verstorbenen, begleitet von den vier Figuren der Tugend Caritas, Justitia, Fortitudo, Prudentia (ursprünglich nackter Veritas), und einer des Todes.

## Textausgaben und Übersetzungen
- Maria Teresa Börner (Hrsg.): Nuntius Fabio Chigi. Nuntiaturberichte aus Deutschland. Die Kölner Nuntiatur IX/1. Schöningh, Paderborn u. a. 2009, ISBN 978-3-506-76489-8.
- Claudia Barthold (Hrsg.): Fabio Chigis Tragödie Pompeius. Einleitung, Ausgabe und Kommentar. Schöningh, Paderborn u. a. 2003, ISBN 3-506-79072-2 (kritische Edition des lateinischen Textes und deutsche Übersetzung)